# Telomeráza

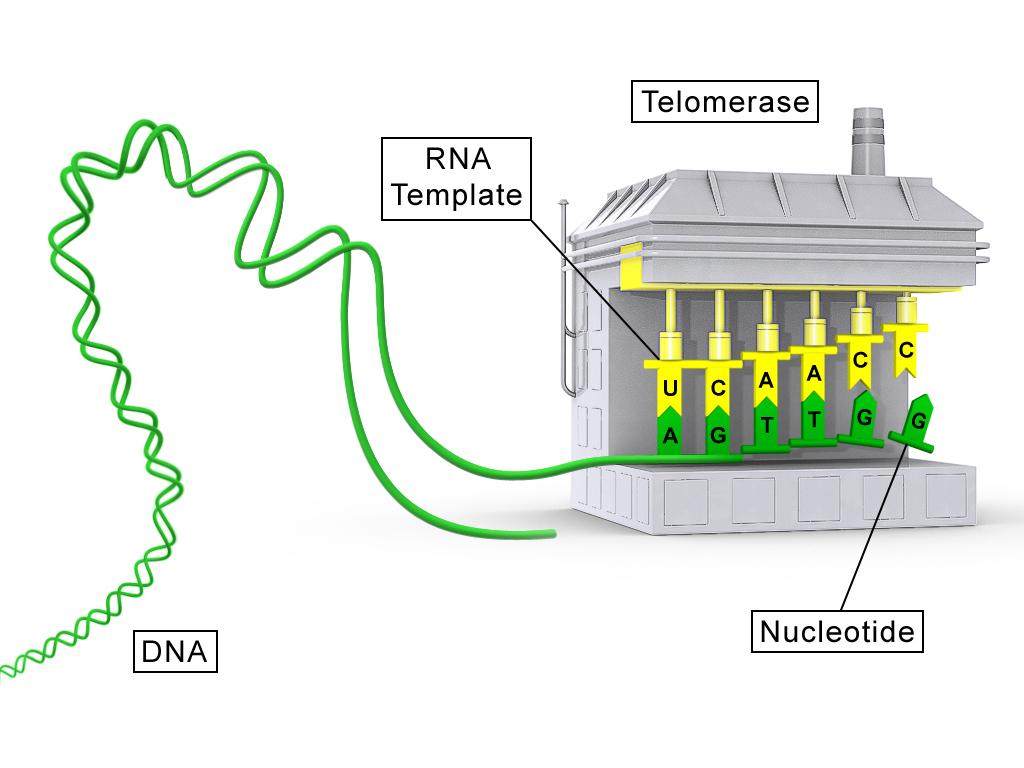
Naivní představa telomerázy jako továrny, v níž je na základě žlutě vyznačené RNA prodlužováno vlákno DNA

Telomeráza je enzym pracující jako reverzní transkriptáza, který je schopen prodlužovat samotné konce eukaryotických chromozomů (tzv. telomery). Je to velký ribonukleoproteinový komplex o molekulové hmotnosti kolem 500 kDa složený z enzymu „TERT“ (telomerázová reverzní transkriptáza) a telomerázové RNA komponenty.
Za výzkum telomeráz byla v roce 2009 udělena Nobelova cena za fyziologii a medicínu Elizabeth Blackburnové, Carol W. Greiderové a Jacku W. Szostakovi.

## Funkce
Telomeráza za normálních okolností pracuje pouze v dělících se zárodečných buňkách. V klasických tělních buňkách je naopak její funkce blokována, výjimkou jsou však nádorové buňky, které si tím zřejmě otevírají vrátka pro mnohonásobné dělení. Když totiž nádorové HeLa buňky mají zablokovanou telomerázu, po 23–26 děleních umírají. Důvodem je skutečnost, že při replikaci DNA není DNA polymeráza schopná na opožďujícím se řetězci dokončit syntézu DNA až do úplného konce.
Telomeráza obsahuje RNA molekulu (tzv. telomerázová RNA komponenta, TERC) o délce několika desítek až stovek nukleotidů, která je příbuzná malým jadérkovým RNA. Krátká sekvence uvnitř této RNA slouží jako předloha (templát) pro výrobu DNA. Protože tedy tento enzym na základě RNA tvoří DNA, patří mezi reverzní transkriptázy. Konkrétně lidská telomeráza se řídí templátovou sekvencí 5′-CUAACCCUAAC-3′ a vytváří na konci telomer stále se opakující sekvence TTAGGG.

## Význam
Na telomerázu by mohla být zacílena protinádorová léčiva.
K telomeráze se upínají zraky farmaceutů hledajících prostředek prodloužení lidského života či dokonce nesmrtelnosti. Na trhu je dostupný údajný aktivátor lidské telomerázy pod názvem TA 65, resp. TA-65 a je získáván z čínské rostliny rodu astragalus, patrně jde o kozinec blanitý (astragalus membranaceus). Zda je možné užívat jiné přípravky z astragalu, resp. přímo sušený kořen, není známo.